# Hypena styx
Hypena styx är en fjärilsart som beskrevs av George Thomas Bethune-Baker 1908. Hypena styx ingår i släktet Hypena och familjen nattflyn. Inga underarter finns listade i Catalogue of Life.